# Pyrophaena granditarsa
Pyrophaena granditarsa là một loài ruồi trong họ Ruồi giả ong (Syrphidae). Loài này được Forster mô tả khoa học đầu tiên năm 1771. Pyrophaena granditarsa phân bố ở vùng Cổ Bắc giới